# Old Town (Key West)
Old Town, der historische Hafen, ist ein Stadtviertel am Rand von Key West auf der Insel Key West in den Florida Keys. Er umfasst nahezu die gesamte westliche Hälfte der Inseln mit Ausnahme des Historic Seaport und Upper Duval. In Old Town befinden sich die Innenstadt (Central business district) und der Großteil der touristischen Attraktionen der Stadt.
Große Teile von Old Town und angrenzenden Bezirken werden zum Key West Historic District zusammengefasst, das seit 1971 als Historic District im National Register of Historic Places der Vereinigten Staaten gelistet ist.

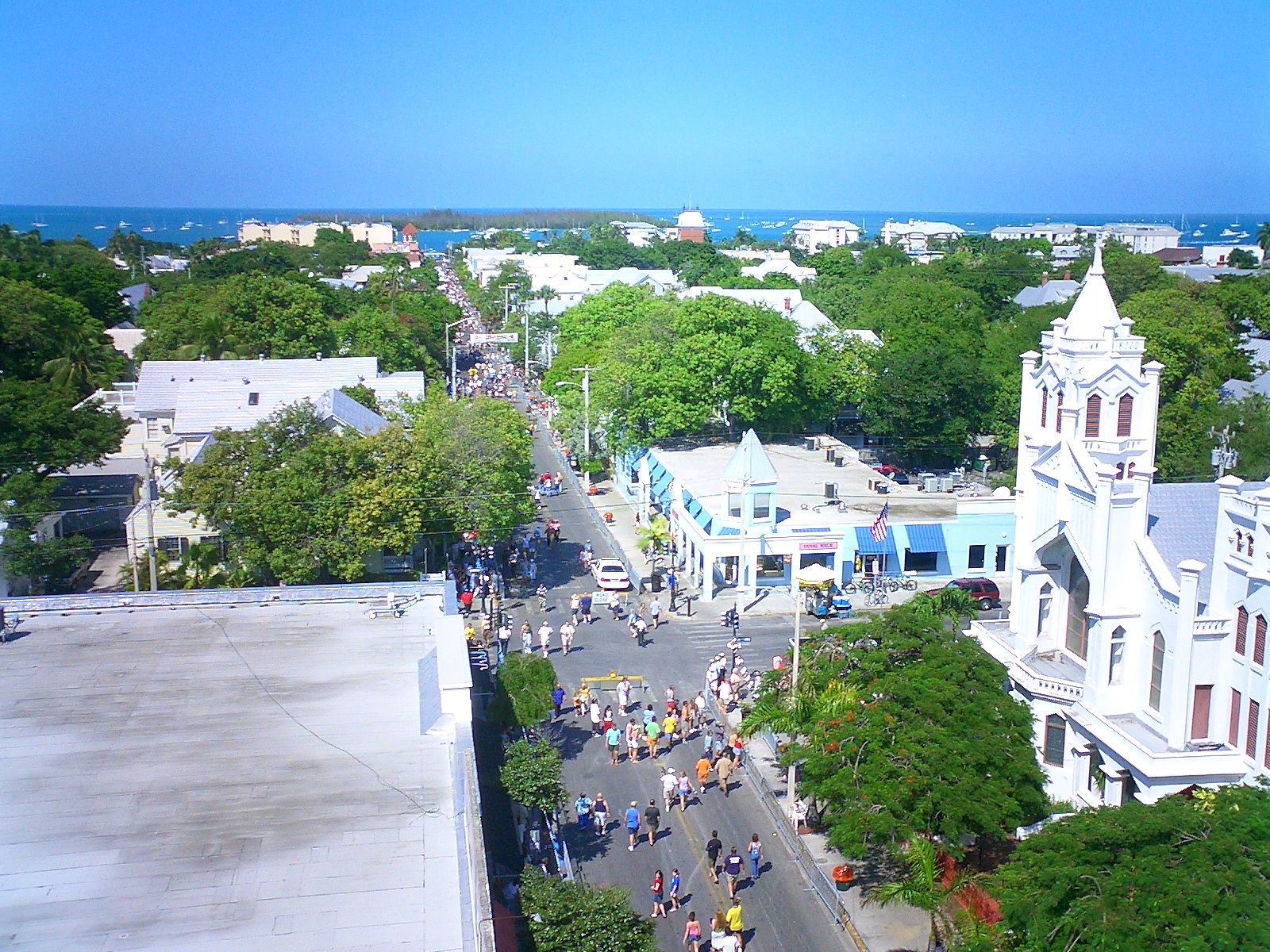
Überblick über einen Teil von Old Town vom Dach des Hotels „La Concha“.
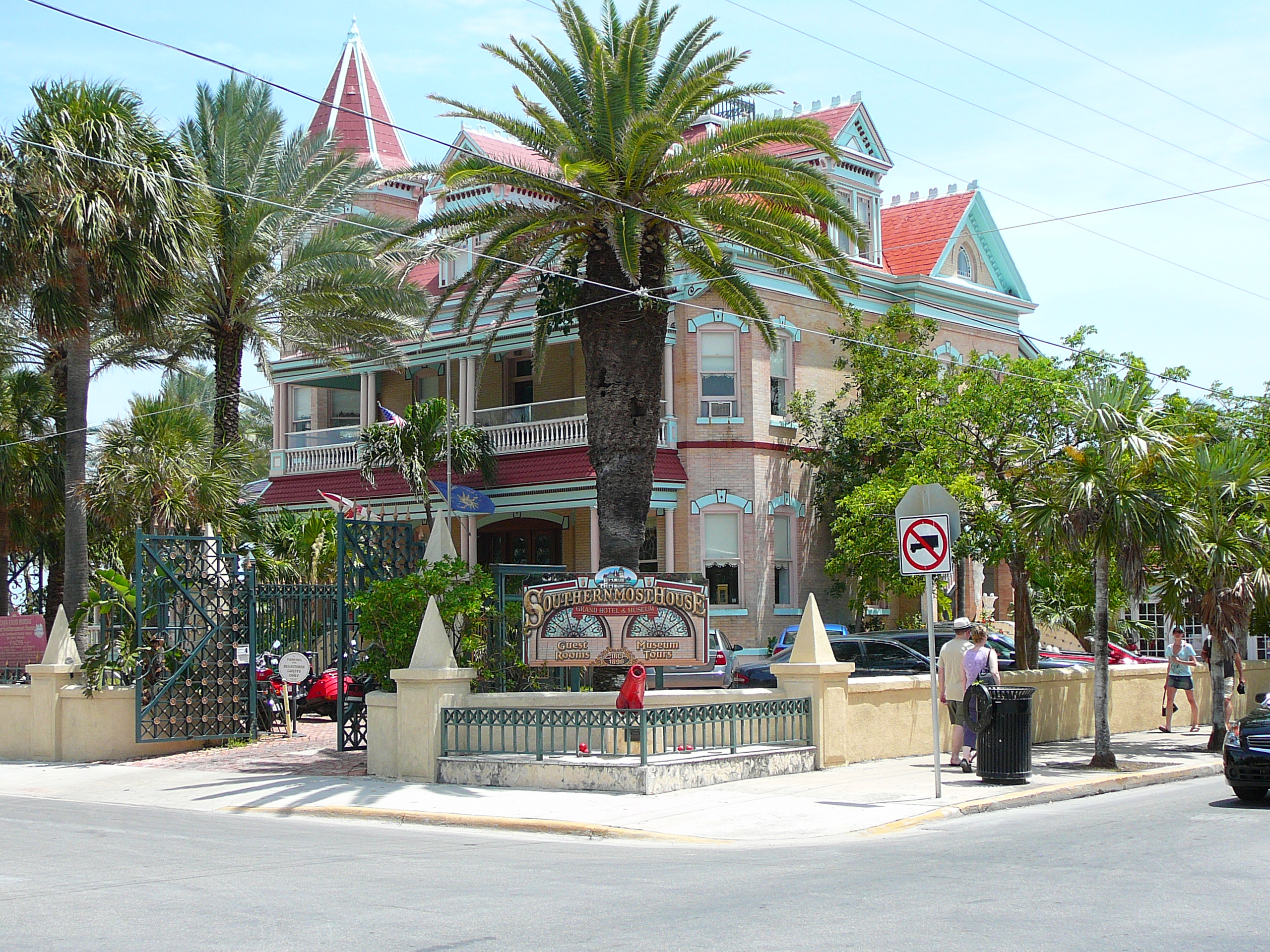
Southermost House, a Victorian-style mansion in Old Town Key West.
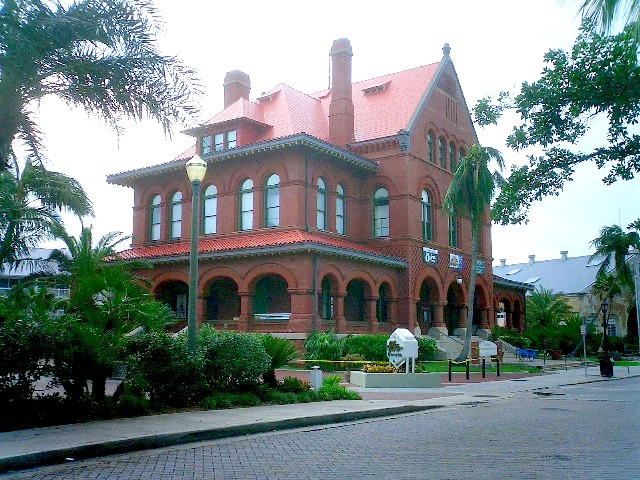
Ältere Häuser in Old Town, heute Museum of History.
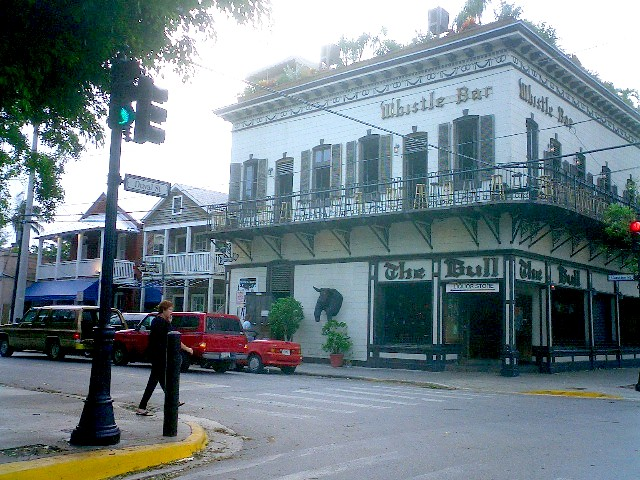
The Bull & Whistle bars, in Old Town Key West.